# Gough Whitlam
Edward Gough Whitlam IPA:/ˈɡɒf ˈwɪtləm/ (Melbourne, 1916. július 11. – Sydney, 2014. október 21.) Ausztrália 21. miniszterelnöke volt, 1972 és 1975 között töltötte be hivatalát. Ő volt a leghosszabb ideig regnáló szövetségi vezetője az Ausztrál Munkáspártnak. Az 1975-ös ausztrál alkotmányos válság idején Sir John Kerr, Ausztrália főkormányzója menesztette őt posztjáról. Ő az első miniszterelnök, akinek hivatali ideje ilyen módon ért véget.

## Életpályája
Whitlam a második világháború alatt négy évig légi navigátorként szolgált az Ausztrál Királyi Légierőnél, majd a háború után ügyvédként dolgozott. Először 1952-ben választották be az ausztrál képviselőházba Werriwa kerület képviselőjeként. Whitlam 1960-ban a Munkáspárt helyettes vezetője lett, majd 1967-ben, Arthur Calwell nyugdíjba vonulása után a párt élére választották, így az ellenzék vezéreként folytathatta munkáját. Whitlam 23 év folyamatos ellenzékben levés után győzelemre vezette a Munkáspártot az 1972-es választásokon.
A Whitlam-kormány számos új programot és változtatás hirdetett meg, illetve hajtott végre, köztük a katonai sorozás megszüntetését, az egyetemes egészségügyi ellátás hivatalossá tételét és az ingyenes egyetemi oktatást, valamint a jogsegélyprogramok végrehajtását. Mivel az ellenzék által irányított ausztrál szenátus késleltette a törvényjavaslatok elfogadását, Whitlam 1974-ben kettős feloszlatási választást írt ki, amely kissé csökkentette a Munkáspárt többségét a Képviselőházban, és bár három szenátusi helyet szerzett, ez nem volt elég a többség biztosításához a Szenátusban.
1975 végén az ellenzéki szenátorok megtagadták a szavazást a kormány költségvetési törvénytervezetéről, és visszaküldték azt a Képviselőháznak, megtagadva ezzel a kormányzat támogatását. Whitlam nem volt hajlandó ezt elfogadni, így a konfliktus a két politikai tömb között alkotmányos válságba torkollott. Ez november közepén ért véget, amikor Sir John Kerr főkormányzó felmentette Whitlamot hivatalából, és az ellenzéki vezetőt, Malcolm Frasert bízta meg ideiglenes miniszterelnöknek. A Munkáspárt az ezt követő választásokon hatalmas vereséget szenvedett.
Whitlan még két évig politizált, aztán 1977-ben lemondott a Munkáspártban betöltött vezetői posztjáról.
Kilencvenes éveiben is aktív maradt, 2014. október 21-én halt meg otthonában.

## Fordítás
- Ez a szócikk részben vagy egészben  a   Gough Whitlam című angol Wikipédia-szócikk ezen változatának fordításán alapul.  Az eredeti cikk szerkesztőit annak laptörténete sorolja fel. Ez a jelzés csupán a megfogalmazás eredetét és a szerzői jogokat jelzi, nem szolgál a cikkben szereplő információk forrásmegjelöléseként.